# Biblioteca Nacional do País de Gales
A Biblioteca Nacional do País de Gales (Llyfrgell Genedlaethol Cymru, em galês) está localizada em Aberystwyth e é o depósito legal do País de Gales. Foi fundada em 1907 por carta régia. A biblioteca contém diversos documentos históricos importantes, como o Livro Negro de Carmarthen (o mais antigo documento existente em galês).